# 장피에르 모키

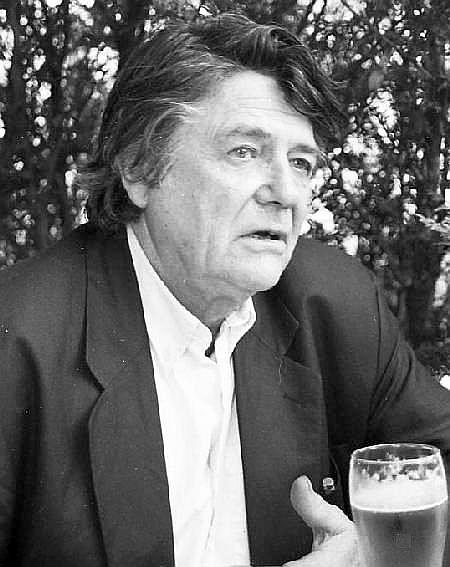

장피에르 모키(프랑스어: Jean-Pierre Mocky, 1929년 7월 6일 ~ 2019년 8월 8일)는 프랑스의 배우, 영화 감독이다.
본명은 장폴 아당 모키에예프스키(Jean-Paul Adam Mokiejewski)로, 부모님은 폴란드 출신 이민자다. 니스에서 태어났으며 파리에서 사망하였다. 사인은 신부전이다.

## 영화
- 네 멋대로 해라: 장 뤽 고다르 (2017년)
- 베니어 (2016년)
- 르 르나르 존느 (2013년)
- 13 프렌치 스트리트 (2007년)
- 작은 독립영화사의 흥망성쇠 (1985년)
- 솔로 (1970년)
- 대청소 (1968년)
- 라 테테 콘트레 레즈 머스 (1959년)
- 몬테 크리스토 백작 (1954년)
- 정복된 사람들 (1953년)
- 신은 인간을 필요로 한다 (1950년)
- 오르페 (1949년)